# Artur Tlisov
Artur Ruslanovič Tlisov (in russo Артур Русланович Тлисов?, angl. Artur Ruslanovich Tlisov; Čerkessk, 10 giugno 1982) è un ex calciatore russo, di ruolo centrocampista.

## Caratteristiche tecniche
Trequartista, può giocare anche come interno di centrocampo.

## Carriera

### Club
Dopo aver giocato nella società cittadina del Nart per alcuni stagioni, nel 2001 passa al Černomorets Novorossiysk, nella massima divisione russa. Nella stagione seguente è acquistato dal CSKA Mosca in cambio di 250.000 euro; in tre anni colleziona poche partite di campionato. Passato al Kuban' per 200.000 euro, si guadagna un posto da titolare giocando praticamente tutti gli incontri di seconda divisione, conquistando la promozione nella massima serie nel 2006 e poi ancora nel 2008. Alla terza retrocessione in sei annate, l'ultima avvenuta nel 2010, Tlisov vince il torneo di seconda divisione russa, ottenendo una terza promozione in prima categoria. Nel 2013 esordisce in Europa, giocando l'Europa League.

## Palmarès

### Club

#### Competizioni nazionali
- Campionato russo: 1

CSKA Mosca: 2003
- Pervyj divizion: 1

Kuban': 2010